# Linia C metra w Porto
Linia C – oznaczona kolorem zielonym linia metra w Porto łącząca kampus prywatnej uczelni ISMAI w gminie Maia z freguesia („parafią”) Campanhã we wschodniej części Porto.
Na trasie zielonej linii znajdują się 24 stacje, a jej całkowita długość wynosi 19,63 km. Średni czas przejazdu to 43 minuty.
Na dwóch śródmiejskich odcinkach tory wiodą pod ziemią: poprzez dawny kolejowy Túnel da Lapa oraz tunel Trindade – Campanhã.

## Historia
Zielona linia metra w zamyśle miała zastąpić połączenie kolejowe pomiędzy dworcem Trindade w Porto a miejscowościami Maia (I etap budowy) i Trofa (II etap). W tym celu w lutym 2002 roku zamknięto fragment wspomnianej linii kolejowej Porto – Guimarães i przystąpiono do jej modernizacji na potrzeby metra. W tym samym czasie uruchomiono zastępczą komunikację autobusową.
Pierwszy fragment linii C oddano do użytku 30 lipca 2005 r., kiedy otwarto torowisko pomiędzy przystankami Fonte de Cuco a Fórum Maia – na sześciokilometrowym odcinku znalazło się sześć nowych albo przebudowanych stacji. Kolejne cztery uruchomiono 31 marca 2006, kiedy linię wydłużono do kampusu uczelni ISMAI. W ten sposób – dzięki wspólnej z liniami A i B trasie od stacji Senhora da Hora – uzyskano połączenie ze śródmieściem Porto aż do stacji Estádio do Dragão. Począwszy od 6 września 2010 r. kursy odbywają się na skróconej trasie ISMAI – Campanhã.
Już w 2008 roku przedstawiono projekt obejmujący II etap rozbudowy metra, w tym budowę odcinka łączącego ISMAI i gminę Trofa. Na mającym liczyć 10,67 km fragmencie zaplanowano budowę ośmiu przystanków, w tym końcowego przy stacji kolejowej w Paradeli, dzielnicy Trofy. Początek prac przewidziano wstępnie na rok 2012, a koszt operacji oszacowano na przeszło 140 mln euro. Ogłoszony w grudniu 2009 roku przetarg na budowę linii został jednak odwołany dziesięć miesięcy później. Ostatecznie II etap rozbudowy sieci szybkiego tramwaju w Porto został zawieszony przez portugalski rząd w 2011 roku z uwagi na skutki kryzysu finansowego.
W październiku 2015 opublikowano oświadczenie, w którym przedstawiciele Komisji Koordynacji i Rozwoju Regionalnego Północy (CCDR-N), gmin Maia, Trofa oraz przedsiębiorstwa Metro do Porto, SA podpisali porozumienie zakładające przedłużenie linii C wraz z dwiema nowymi stacjami Ribela oraz Muro. Projekt został zatwierdzony także przez odpowiednie urzędy centralne. Koszt adaptacji dawnego torowiska i przystanków kolejowych oszacowano na 36,7 mln euro. Wystąpienie miało jednak charakter zaledwie listu intencyjnego i nie wskazywało harmonogramu robót. W czerwcu kolejnego roku projekt otrzymał wsparcie w postaci uchwały Zgromadzenia Republiki, w której parlamentarzyści wezwali rząd do zaangażowania się na rzecz rozbudowy metra w Porto, w tym linii do Trofy.

## Stacje
| zdjęcie | nazwa              | odległość            | typ stacji                            | data otwarcia  | przesiadki                                                         |
| ------- | ------------------ | -------------------- | ------------------------------------- | -------------- | ------------------------------------------------------------------ |
|         | ISMAI              | ↓ 0,00 km ↑ 19,63 km | przystanek                            | 31 marca 2006  | parking, komunikacja zastępcza                                     |
|         | Castêlo de Maia    | ↓ 0,70 km ↑ 18,93 km | przystanek                            | 31 marca 2006  | parking                                                            |
|         | Mandim             | ↓ 2,17 km ↑ 17,46 km | przystanek                            | 31 marca 2006  | parking                                                            |
|         | Zona Industrial    | ↓ 3,36 km ↑ 16,27 km | przystanek                            | 31 marca 2006  |                                                                    |
|         | Fórum Maia         | ↓ 4,48 km ↑ 15,15 km | przystanek                            | 30 lipca 2005  | parking rowerowy                                                   |
|         | Parque de Maia     | ↓ 5,31 km ↑ 14,32 km | przystanek                            | 30 lipca 2005  | parking                                                            |
|         | Custió             | ↓ 6,73 km ↑ 12,91 km | przystanek                            | 30 lipca 2005  | parking                                                            |
|         | Araújo             | ↓ 7,38 km ↑ 12,25 km | przystanek                            | 30 lipca 2005  | parking                                                            |
|         | Pias               | ↓ 8,64 km ↑ 11,00 km | przystanek                            | 30 lipca 2005  | parking                                                            |
|         | Cândido dos Reis   | ↓ 9,55 km ↑ 10,08 km | przystanek                            | 30 lipca 2005  | parking                                                            |
|         | Fonte do Cuco      | ↓ 10,47 km ↑ 9,16 km | przystanek                            | 13 marca 2005  | B E                                                                |
|         | Senhora da Hora    | ↓ 11,15 km ↑ 8,48 km | przystanek                            | 7 grudnia 2002 | A B E F parking, parking rowerowy                                  |
|         | Sete Bicas         | ↓ 11,83 km ↑ 7,80 km | przystanek                            | 7 grudnia 2002 | A B E F                                                            |
|         | Viso               | ↓ 12,57 km ↑ 7,06 km | przystanek                            | 7 grudnia 2002 | A B E F                                                            |
|         | Ramalde            | ↓ 13,19 km ↑ 6,44 km | przystanek                            | 7 grudnia 2002 | A B E F                                                            |
|         | Francos            | ↓ 14,16 km ↑ 5,47 km | przystanek                            | 7 grudnia 2002 | A B E F                                                            |
|         | Casa da Música     | ↓ 15,03 km ↑ 4,60 km | płytka                                | 7 grudnia 2002 | A B E F( G) autobusy STCP, autobusy dalekobieżne, parking rowerowy |
|         | Carolina Michaëlis | ↓ 15,66 km ↑ 3,97 km | naziemna                              | 7 grudnia 2002 | A B E F                                                            |
|         | Lapa               | ↓ 16,12 km ↑ 3,51 km | przystanek                            | 7 grudnia 2002 | A B E F                                                            |
|         | Trindade           | ↓ 16,98 km ↑ 2,66 km | dwukondygnacyjna (naziemno-podziemna) | 7 grudnia 2002 | A B D E F autobusy STCP, parking rowerowy                          |
|         | Bolhão             | ↓ 17,43 km ↑ 2,20 km | głęboka                               | 5 czerwca 2004 | A B E F autobusy STCP                                              |
|         | 24 de Agosto       | ↓ 18,11 km ↑ 1,52 km | głęboka                               | 5 czerwca 2004 | A B E F autobusy STCP autobusy dalekobieżne                        |
|         | Heroísmo           | ↓ 18,68 km ↑ 0,95 km | głęboka                               | 5 czerwca 2004 | A B E F                                                            |
|         | Campanhã           | ↓ 19,63 km ↑ 0,00 km | naziemna                              | 5 czerwca 2004 | A B E F pociągi autobusy STCP                                      |